# Confédération des syndicats d'Azerbaïdjan
La confédération des syndicats d'Azerbaïdjan est une centrale syndicale nationale d'Azerbaïdjan.

## Histoire
La confédération de syndicats d’Azerbaïdjan a été créé le 5-6 février 1993, pendant le congrès des syndicats d’Azerbaïdjan. Elle compte 1 338 000 membres et est dirigée par Sattar Mohbaliyev. La confédération regroupe 17 430 syndicats, dont la République autonome du Nakhitchevan, et 26 syndicats régionaux.
La confédération a rejoint la Confédération syndicale internationale en 2000 et la Confédération générale des syndicats en 2004.